# European Champions League 2006-2007 (pallavolo maschile)
La Indesit European Champions League 2006-2007 è stata la 48ª edizione del massimo torneo pallavolistico europeo, organizzato dalla Confédération Européenne de Volleyball (CEV).

Il torneo ha preso il via il 27 settembre 2006 con la prima giornata della fase a gironi e si è conclusa il 1º aprile 2007 con la disputa della Final Four a Mosca ( Russia).

## Formula
Le 24 squadre sono divise in 4 pool da 6 squadre ciascuna. Ogni squadra incontra le altre cinque del suo girone una volta in casa e una in trasferta, per un totale di 10 giornate di League Round.

La prima, la seconda e la terza classificata di ogni gruppo si qualifica per i Playoff a 12.
Le 12 squadre qualificate si affrontano in gare di andata e ritorno, dalle quali escono le qualificate ai Playoff a 6, le quali si affrontano nuovamente con gare di andata e ritorno. Le restanti 3 formazioni raggiungono la squadra di casa e si contendono il titolo nella classica formula della Final Four.

## Le date
| 27 settembre 2006      | Prima giornata League Round   |
| 4 ottobre 2006         | Seconda giornata League Round |
| 11 ottobre 2006        | Terza giornata League Round   |
| 13 dicembre 2006       | Quarta giornata League Round  |
| 20 dicembre 2006       | Quinta giornata League Round  |
| 3 gennaio 2007         | Sesta giornata League Round   |
| 10 gennaio 2007        | Settima giornata League Round |
| 17 gennaio 2007        | Ottava giornata League Round  |
| 24 gennaio 2007        | Nona giornata League Round    |
| 31 gennaio 2007        | Diecima giornata League Round |
| 14 febbraio 2007       | Playoff a 12, andata          |
| 21 febbraio 2007       | Playoff a 12, ritorno         |
| 7 marzo 2007           | Playoff a 6, andata           |
| 14 marzo 2007          | Playoff a 6, ritorno          |
| 31 marzo 2007 a Mosca  | Final Four, semifinali        |
| 1º aprile 2007 a Mosca | Final Four, finali            |

## Fase a gironi
| evivo Düren Tours Volley-Ball Budućnost Podgorica Pòrtol Hypo Tirol Innsbruck Lokomotiv-Belogor'e Dinamo Mosca Ortec Rotterdam Maaseik Īraklīs Salonicco Volley Parigi Sisley Treviso | Levski Siconco Sofia Vienna hotVolleys Lube Banca Marche Macerata Knack Randstad Roeselare BOT Skra Bełchatów Olympiakos Panathīnaïkos DHL Ostrava Numancia Vojvodina Novolin Novi Sad Bre Banca Lannutti Cuneo VfB Friedrichshafen |

### Calendario
| Gruppo A |                     |     |                                   |
|          |                     |     |                                   |
| 1° L.R.  | Düren-Tours         | 1-3 | 25-22, 23-25, 20-25, 22-25        |
|          | Podgorica-Maiorca   | 3-2 | 25-16, 22-25, 25-22, 30-32, 15-10 |
|          | Innsbruck-Belgorod  | 3-0 | provvedimento disciplinare        |
| 2° L.R.  | Tours-Belgorod      | 3-0 | provvedimento disciplinare        |
|          | Maiorca-Innsbruck   | 3-1 | 25-9, 25-23, 17-25, 25-18         |
|          | Düren-Podgorica     | 3-1 | 26-24, 20-25, 25-17, 25-14        |
| 3° L.R.  | Podgorica-Tours     | 2-3 | 20-25, 25-21, 20-25, 25-23, 13-15 |
|          | Innsbruck-Düren     | 2-3 | 23-25, 22-25, 25-20, 25-21, 14-16 |
|          | Belgorod-Maiorca    | 3-1 | 25-22, 23-25, 25-21, 25-23        |
| 4° L.R.  | Tours-Maiorca       | 1-3 | 20-25, 25-23, 25-27, 15-25        |
|          | Düren-Belgorod      | 1-3 | 26-24, 21-25, 21-25, 23-25        |
|          | Podgorica-Innsbruck | 3-0 | 25-18, 25-22, 25-19               |
| 5° L.R.  | Innsbruck-Tours     | 2-3 | 25-23, 19-25, 22-25, 25-22, 14-16 |
|          | Belgorod-Podgorica  | 3-0 | 25-20, 25-22, 25-16               |
|          | Maiorca-Düren       | 3-1 | 25-19, 25-17, 20-25, 25-19        |
| 6° L.R.  | Tours-Innsbruck     | 3-0 | 25-22, 25-18, 25-16               |
|          | Podgorica-Belgorod  | 3-2 | 30-28, 19-25, 28-30, 26-24, 15-13 |
|          | Düren-Maiorca       | 2-3 | 25-19, 23-25, 25-23, 25-27, 11-15 |
| 7° L.R.  | Maiorca-Tours       | 3-0 | 25-19, 25-20, 29-27               |
|          | Belgorod-Düren      | 3-0 | 25-19, 25-17, 25-18               |
|          | Innsbruck-Podgorica | 2-3 | 23-25, 25-18, 22-25, 25-18, 13-15 |
| 8° L.R.  | Tours-Podgorica     | 3-1 | 23-25, 29-27, 25-22, 25-23        |
|          | Düren-Innsbruck     | 3-0 | 25-15, 25-21, 30-28               |
|          | Maiorca-Belgorod    | 3-2 | 20-25, 25-20, 25-15, 21-25, 15-13 |
| 9° L.R.  | Belgorod-Tours      | 3-2 | 23-25, 25-18, 23-25, 25-19, 15-9  |
|          | Innsbruck-Maiorca   | 1-3 | 22-25, 28-26, 20-25, 20-25        |
|          | Podgorica-Düren     | 3-1 | 25-19, 27-25, 19-25, 27-25        |
| 10° L.R. | Tours-Düren         | 3-1 | 25-18, 25-13, 29-31, 25-16        |
|          | Maiorca-Podgorica   | 3-1 | 25-20, 22-25, 25-21, 25-20        |
|          | Belgorod-Innsbruck  | 3-2 | 25-12, 21-25, 22-25, 25-13, 19-17 |

| Gruppo B |                     |     |                                   |
|          |                     |     |                                   |
| 1° L.R.  | Mosca-Rotterdam     | 3-0 | 25-20, 25-23, 25-14               |
|          | Maaseik-Salonicco   | 3-1 | 25-18, 25-22, 20-25, 25-18        |
|          | Parigi-Treviso      | 0-3 | 23-25, 23-25, 21-25               |
| 2° L.R.  | Rotterdam-Treviso   | 2-3 | 25-17, 23-25, 25-22, 24-26, 8-15  |
|          | Salonicco-Parigi    | 2-3 | 22-25, 23-25, 25-21, 27-25, 13-15 |
|          | Mosca-Maaseik       | 3-1 | 25-15, 25-13, 24-26, 25-22        |
| 3° L.R.  | Maaseik-Rotterdam   | 3-0 | 25-19, 25-15, 25-22               |
|          | Parigi-Mosca        | 2-3 | 25-18, 21-25, 28-30, 25-22, 12-15 |
|          | Treviso-Salonicco   | 3-0 | 25-21, 25-20, 25-19               |
| 4° L.R.  | Rotterdam-Salonicco | 1-3 | 22-25, 23-25, 27-25, 29-31        |
|          | Mosca-Treviso       | 3-0 | 25-16, 25-18, 25-12               |
|          | Maaseik-Parigi      | 3-0 | 25-22, 25-21, 25-22               |
| 5° L.R.  | Parigi-Rotterdam    | 3-0 | 25-22, 25-18, 25-23               |
|          | Treviso-Maaseik     | 3-0 | 35-33, 25-23, 25-21               |
|          | Salonicco-Mosca     | 3-0 | 25-22, 28-26, 25-20               |
| 6° L.R.  | Rotterdam-Parigi    | 1-3 | 16-25, 23-25, 25-22, 31-33        |
|          | Maaseik-Treviso     | 3-0 | 25-13, 25-21, 25-15               |
|          | Mosca-Salonicco     | 3-2 | 24-26, 25-20, 20-25, 25-17, 15-11 |
| 7° L.R.  | Salonicco-Rotterdam | 3-0 | 28-26, 25-23, 25-17               |
|          | Treviso-Mosca       | 2-3 | 25-22, 20-25, 25-17, 19-25, 13-15 |
|          | Parigi-Maaseik      | 1-3 | 31-29, 21-25, 24-26, 19-25        |
| 8° L.R.  | Rotterdam-Maaseik   | 1-3 | 20-25, 25-23, 23-25, 23-25        |
|          | Mosca-Parigi        | 3-0 | 25-18, 25-15, 25-22               |
|          | Salonicco-Treviso   | 0-3 | 21-25, 23-25, 19-25               |
| 9° L.R.  | Treviso-Rotterdam   | 3-1 | 25-19, 23-25, 25-18, 25-21        |
|          | Parigi-Salonicco    | 3-0 | 25-18, 25-20, 25-17               |
|          | Maaseik-Mosca       | 1-3 | 21-25, 20-25, 25-22, 20-25        |
| 10° L.R. | Rotterdam-Mosca     | 1-3 | 23-25, 22-25, 25-20, 22-25        |
|          | Salonicco-Maaseik   | 3-0 | 25-17, 25-19, 25-23               |
|          | Treviso-Parigi      | 3-1 | 23-25, 25-19, 27-25, 30-28        |

| Gruppo C |                                            |     |                                   |
|          |                                            |     |                                   |
| 1° L.R.  | Sofia-Vienna                               | 3-0 | 25-22, 25-23, 25-23               |
|          | Macerata-Roeselare                         | 2-3 | 25-20, 26-28, 24-26, 25-17, 9-15  |
|          | Belchatow-Olympiakos                       | 3-2 | 24-26, 25-15, 26-28, 25-19, 16-14 |
| 2° L.R.  | Vienna-Olympiakos                          | 3-1 | 25-20, 25-21, 16-25, 26-24        |
|          | Roeselare-Belchatow                        | 3-1 | 23-25, 25-22, 30-28, 25-20        |
|          | Sofia-Macerata                             | 3-2 | 25-18, 25-16, 24-26, 17-25, 15-11 |
| 3° L.R.  | Macerata-Vienna                            | 3-0 | 25-17, 25-21, 25-22               |
|          | Belchatow-Sofia                            | 3-1 | 25-16, 25-18, 23-25, 25-21        |
|          | Olympiakos-Roeselare                       | 3-2 | 32-34, 25-20, 25-18, 18-25, 15-8  |
| 4° L.R.  | Vienna-Roeselare                           | 2-3 | 25-22, 23-25, 21-25, 30-28, 12-15 |
|          | Sofia-Olympiakos                           | 3-0 | 26-24, 25-18, 25-22               |
|          | Macerata-Belchatow                         | 1-3 | 25-20, 27-29, 24-26, 22-25        |
| 5° L.R.  | Belchatow-Vienna                           | 3-2 | 20-25, 25-20, 28-30, 25-19, 15-11 |
|          | Olympiakos-Macerata                        | 1-3 | 23-25, 32-30, 16-25, 16-25        |
|          | Roeselare-Sofia                            | 3-0 | 25-22, 25-17, 25-18               |
| 6° L.R.  | Vienna-Belchatow                           | 2-3 | 25-22, 25-18, 18-25, 24-26, 7-15  |
|          | Macerata-Olympiakos                        | 3-0 | 25-23, 25-14, 25-21               |
|          | Sofia-Roeselare                            | 2-3 | 26-24, 25-27, 17-25, 25-18, 13-15 |
| 7° L.R.  | Roeselare-Vienna                           | 3-0 | 27-25, 25-18, 25-23               |
|          | Olympiakos-Sofia                           | 3-0 | 25-18, 25-19, 25-23               |
|          | Belchatow-Macerata                         | 0-3 | 16-25, 32-34, 19-25               |
| 8° L.R.  | Vienna-Macerata                            | 0-3 | 18-25, 22-25, 22-25               |
|          | Sofia-Belcrolltop" 224 25-18, 26-24, 26-24 |     |                                   |
|          | Roeselare-Olympiakos                       | 3-0 | 25-18, 25-21, 25-22               |
| 9° L.R.  | Olympiakos-Vienna                          | 3-0 | 25-17, 25-21, 25-19               |
|          | Belchatow-Roeselare                        | 2-3 | 25-23, 17-25, 26-24, 20-25, 12-15 |
|          | Macerata-Sofia                             | 3-1 | 25-11, 26-28, 25-22, 25-13        |
| 10° L.R. | Vienna-Sofia                               | 3-0 | 25-19, 25-18, 25-22               |
|          | Roeselare-Macerata                         | 3-0 | 25-18, 25-17, 33-31               |
|          | Olympiakos-Belchatow                       | 0-3 | 21-25, 24-26, 23-25               |

| Gruppo D |                          |     |                                   |
|          |                          |     |                                   |
| 1° L.R.  | Atene-Ostrava            | 3-0 | 26-24, 25-18, 25-23               |
|          | Soria-Novi Sad           | 1-3 | 23-25, 22-25, 31-29, 21-25        |
|          | Cuneo-Friedrichshafen    | 3-0 | 25-17, 25-21, 25-19               |
| 2° L.R.  | Novi Sad-Cuneo           | 0-3 | 18-25, 21-25, 11-25               |
|          | Atene-Soria              | 3-0 | 25-23, 25-14, 25-20               |
|          | Ostrava-Friedrichshafen  | 2-3 | 30-28, 25-23, 22-25, 22-25, 10-15 |
| 3° L.R.  | Soria-Ostrava            | 2-3 | 24-26, 25-20, 25-14, 17-25, 10-15 |
|          | Cuneo-Atene              | 0-3 | 20-25, 22-25, 20-25               |
|          | Friedrichshafen-Novi Sad | 3-0 | 26-24, 25-18, 25-23               |
| 4° L.R.  | Ostrava-Novi Sad         | 3-0 | 25-15, 25-16, 25-21               |
|          | Atene-Friedrichshafen    | 3-2 | 27-29, 25-17, 19-25, 25-17, 20-18 |
|          | Soria-Cuneo              | 0-3 | 22-25, 23-25, 22-25               |
| 5° L.R.  | Cuneo-Ostrava            | 3-1 | 25-7, 20-25, 25-13, 25-22         |
|          | Friedrichshafen-Soria    | 3-0 | 25-14, 25-15, 25-14               |
|          | Novi Sad-Atene           | 0-3 | 22-25, 20-25, 17-25               |
| 6° L.R.  | Ostrava-Cuneo            | 1-3 | 20-25, 19-25, 25-21, 16-25        |
|          | Soria-Friedrichshafen    | 1-3 | 21-25, 25-27, 25-23, 28-30        |
|          | Atene-Novi Sad           | 3-1 | 25-15, 25-21, 14-25, 25-20        |
| 7° L.R.  | Novi Sad-Ostrava         | 1-3 | 25-19, 14-25, 19-25, 21-25        |
|          | Friedrichshafen-Atene    | 3-0 | 27-25, 25-21, 25-16               |
|          | Cuneo-Soria              | 3-1 | 25-13, 25-19, 22-25, 25-18        |
| 8° L.R.  | Ostrava-Soria            | 3-2 | 25-23, 21-25, 25-19, 23-25, 15-8  |
|          | Atene-Cuneo              | 3-0 | 25-15, 25-23, 25-17               |
|          | Novi Sad-Friedrichshafen | 2-3 | 20-25, 16-25, 25-20, 25-23, 13-15 |
| 9° L.R.  | Friedrichshafen-Ostrava  | 3-2 | 25-20, 30-28, 22-25, 23-25, 15-9  |
|          | Cuneo-Novi Sad           | 3-0 | 25-22, 25-16, 25-22               |
|          | Soria-Atene              | 3-2 | 18-25, 25-17, 25-22, 20-25, 15-12 |
| 10° L.R. | Ostrava-Atene            | 3-2 | 25-20, 17-25, 25-21, 22-25, 15-13 |
|          | Novi Sad-Soria           | 3-2 | 24-26, 25-18, 22-25, 25-19, 23-21 |
|          | Friedrichshafen-Cuneo    | 3-0 | 25-19, 25-21, 25-19               |

### Classifica gironi
| Gruppo A | Gruppo A             | Gruppo A | Partite | Partite | Set | Set | Set   | Punti Set | Punti Set | Punti Set |
| #        | Squadra              | Pt       | V       | P       | V   | P   | Qz    | V         | P         | Qz        |
| -------- | -------------------- | -------- | ------- | ------- | --- | --- | ----- | --------- | --------- | --------- |
| 1        | Pòrtol               | 18       | 8       | 2       | 27  | 15  | 1.800 | 975       | 904       | 1.079     |
| 2        | Tours Volley-Ball    | 17       | 7       | 3       | 24  | 16  | 1.500 | 920       | 818       | 1.125     |
| 3        | Lokomotiv-Belogor'e  | 16       | 6       | 4       | 22  | 18  | 1.222 | 788       | 856       | 0.921     |
| 4        | Budućnost Podgorica  | 15       | 5       | 5       | 20  | 22  | 0.909 | 932       | 965       | 0.966     |
| 5        | evivo Düren          | 13       | 3       | 7       | 16  | 24  | 0.667 | 879       | 930       | 0.945     |
| 6        | Hypo Tirol Innsbruck | 11       | 1       | 9       | 13  | 27  | 0.481 | 833       | 854       | 0.975     |

| Gruppo B | Gruppo B          | Gruppo B | Partite | Partite | Set | Set | Set   | Punti Set | Punti Set | Punti Set |
| #        | Squadra           | Pt       | V       | P       | V   | P   | Qz    | V         | P         | Qz        |
| -------- | ----------------- | -------- | ------- | ------- | --- | --- | ----- | --------- | --------- | --------- |
| 1        | Dinamo Mosca      | 19       | 9       | 1       | 27  | 12  | 2.250 | 907       | 802       | 1.131     |
| 2        | Sisley Treviso    | 17       | 7       | 3       | 23  | 13  | 1.769 | 821       | 800       | 1.026     |
| 3        | Maaseik           | 16       | 6       | 4       | 20  | 15  | 1.333 | 821       | 795       | 1.033     |
| 4        | Īraklīs Salonicco | 14       | 4       | 6       | 17  | 19  | 0.895 | 807       | 834       | 0.968     |
| 5        | Volley Parigi     | 14       | 4       | 6       | 16  | 21  | 0.762 | 856       | 868       | 0.986     |
| 6        | Ortec Rotterdam   | 10       | 0       | 10      | 7   | 30  | 0.233 | 803       | 916       | 0.877     |

| Gruppo C | Gruppo C                   | Gruppo C | Partite | Partite | Set | Set | Set   | Punti Set | Punti Set | Punti Set |
| #        | Squadra                    | Pt       | V       | P       | V   | P   | Qz    | V         | P         | Qz        |
| -------- | -------------------------- | -------- | ------- | ------- | --- | --- | ----- | --------- | --------- | --------- |
| 1        | Knack Randstad Roeselare   | 19       | 9       | 1       | 29  | 12  | 2.417 | 960       | 886       | 1.084     |
| 2        | Lube Banca Marche Macerata | 16       | 6       | 4       | 23  | 14  | 1.643 | 884       | 803       | 1.101     |
| 3        | BOT Skra Bełchatów         | 16       | 6       | 4       | 22  | 20  | 1.100 | 964       | 950       | 1.015     |
| 4        | Levski Siconco Sofia       | 14       | 4       | 6       | 16  | 21  | 0.762 | 795       | 854       | 0.931     |
| 5        | Olympiakos                 | 13       | 3       | 7       | 13  | 23  | 0.565 | 795       | 837       | 0.950     |
| 6        | Vienna hotVolleys          | 12       | 2       | 8       | 12  | 25  | 0.480 | 792       | 860       | 0.921     |

| Gruppo D | Gruppo D                   | Gruppo D | Partite | Partite | Set | Set | Set   | Punti Set | Punti Set | Punti Set |
| #        | Squadra                    | Pt       | P       | V       | P   | V   | Qz    | P         | V         | Qz        |
| -------- | -------------------------- | -------- | ------- | ------- | --- | --- | ----- | --------- | --------- | --------- |
| 1        | VfB Friedrichshafen        | 18       | 8       | 2       | 26  | 13  | 2.000 | 910       | 834       | 1.091     |
| 2        | Panathīnaïkos              | 17       | 7       | 3       | 25  | 12  | 2.083 | 848       | 769       | 1.103     |
| 3        | Bre Banca Lannutti Cuneo   | 17       | 7       | 3       | 21  | 12  | 1.750 | 764       | 681       | 1.122     |
| 4        | DHL Ostrava                | 15       | 5       | 5       | 21  | 22  | 0.955 | 910       | 934       | 0.974     |
| 5        | Vojvodina Novolin Novi Sad | 12       | 2       | 8       | 10  | 27  | 0.370 | 768       | 873       | 0.880     |
| 6        | Numancia                   | 11       | 1       | 9       | 12  | 29  | 0.414 | 851       | 960       | 0.886     |

## Playoff a 12
| Andata |                         |     |                                   |
|        |                         |     |                                   |
| 14-2   | Friedrichshafen-Maaseik | 3-0 | 25-20, 25-23, 33-31               |
| 14-2   | Cuneo-Treviso           | 3-1 | 20-25, 27-25, 28-26, 25-18        |
| 14-2   | Macerata-Atene          | 3-1 | 25-20, 25-22, 20-25, 28-26        |
| 14-2   | Belgorod-Roeselare      | 2-3 | 16-25, 25-22, 19-25, 25-20, 13-15 |
| 14-2   | Maiorca-Belchatow       | 3-2 | 25-21, 21-25, 25-20, 22-25, 15-9  |
| 14-2   | Ostrava-Tours           | 1-3 | 25-19, 19-25, 13-25, 19-25        |

| Ritorno |                         |     |                                   |
|         |                         |     |                                   |
| 21-2    | Maaseik-Friedrichshafen | 3-2 | 22-25, 25-14, 25-20, 25-27, 15-13 |
| 21-2    | Treviso-Cuneo           | 3-0 | 25-19, 25-22, 25-23               |
| 21-2    | Atene-Macerata          | 2-3 | 25-22, 22-25, 23-25, 25-18, 14-16 |
| 21-2    | Roeselare-Belgorod      | 3-1 | 25-16, 32-30, 40-42, 25-14        |
| 21-2    | Belchatow-Maiorca       | 3-2 | 18-25, 25-19, 31-29, 18-25, 17-15 |
| 21-2    | Tours-Ostrava           | 3-1 | 25-21, 17-25, 25-19, 19-27        |

## Playoff a 6
| Andata |                         |     |                            |
|        |                         |     |                            |
| 7-3    | Friedrichshafen-Treviso | 3-0 | 25-20, 25-21, 25-21        |
| 7-3    | Macerata-Roeselare      | 3-0 | 25-20, 25-21, 25-20        |
| 7-3    | Maiorca-Tours           | 1-3 | 16-25, 25-17, 18-25, 21-25 |

| Ritorno |                         |     |                                   |
|         |                         |     |                                   |
| 14-3    | Treviso-Friedrichshafen | 3-2 | 14-25, 25-22, 25-20, 23-25, 15-10 |
| 14-3    | Roeselare-Macerata      | 3-1 | 26-28, 25-19, 25-22, 25-19        |
| 14-3    | Tours-Maiorca           | 3-2 | 25-20, 22-25, 25-15, 22-25, 15-12 |

## Final Four
La Final Four si è disputata all'Ice Sports Palace di Mosca ( Russia).

Le semifinali si sono giocate sabato 31 marzo, mentre la finale 3º/4º posto e la finalissima si sono giocate domenica 1º aprile.
|  | Semifinali          | Semifinali          | Semifinali          |                     |                   | Finale             | Finale             | Finale             |  |
|  |                     |                     |                     |                     |                   |                    |                    |                    |  |
|  | Lube Macerata       | Lube Macerata       | 2                   |                     |                   |                    |                    |                    |  |
|  | Lube Macerata       | Lube Macerata       | 2                   |                     |                   |                    |                    |                    |  |
|  | VfB Friedrichshafen | VfB Friedrichshafen | 3                   |                     |                   |                    |                    |                    |  |
|  | VfB Friedrichshafen | VfB Friedrichshafen | 3                   |                     | Tours Volley-Ball | Tours Volley-Ball  | 1                  |                    |  |
|  |                     |                     |                     |                     | Tours Volley-Ball | Tours Volley-Ball  | 1                  |                    |  |
|  |                     |                     | VfB Friedrichshafen | VfB Friedrichshafen | 3                 |                    |                    |                    |  |
|  | Dinamo Mosca        | Dinamo Mosca        | VfB Friedrichshafen | VfB Friedrichshafen | 3                 | 1                  |                    |                    |  |
|  | Dinamo Mosca        | Dinamo Mosca        |                     |                     |                   | 1                  |                    |                    |  |
|  | Tours Volley-Ball   | Tours Volley-Ball   | 3                   |                     |                   | Finale 3º/4º posto | Finale 3º/4º posto | Finale 3º/4º posto |  |
|  | Tours Volley-Ball   | Tours Volley-Ball   | 3                   |                     |                   |                    |                    |                    |  |
|  |                     |                     |                     |                     |                   |                    |                    |                    |  |
|  |                     |                     |                     |                     |                   | Dinamo Mosca       | Dinamo Mosca       | 3                  |  |
|  |                     |                     |                     |                     |                   | Dinamo Mosca       | Dinamo Mosca       | 3                  |  |
|  |                     |                     |                     |                     |                   | Lube Macerata      | Lube Macerata      | 0                  |  |

| Semifinali |                          |     |                                   |
|            |                          |     |                                   |
| 31-3       | Macerata-Friedrichshafen | 2-3 | 25-20, 24-26, 19-25, 25-13, 13-15 |
| 31-3       | Mosca-Tours              | 1-3 | 18-25, 26-28, 25-19, 22-25        |

| Finale 3º/4º posto |                |     |                     |
|                    |                |     |                     |
| 1-4                | Mosca-Macerata | 3-0 | 25-18, 25-23, 25-18 |

| Finale |                       |     |                            |
|        |                       |     |                            |
| 1-4    | Tours-Friedrichshafen | 1-3 | 20-25, 24-26, 25-23, 19-25 |